# Липице
Липице су насељено мјесто у сјеверној Лици, у саставу општине Бриње, у Личко-сењској жупанији, Република Хрватска.

## Географија
Липице су удаљене око 14 км источно од Бриња.

## Историја
До територијалне реорганизације у Хрватској насеље се налазило у саставу бивше велике општине Оточац.

## Становништво
Према попису становништва из 2001. године, Липице су имале 254 становника, од којих су сви хрватске националности. Липице су према попису из 2011. године имале 154 становника.
| Демографија | Демографија | Демографија |
| Година      | Становника  | Становника  |
| ----------- | ----------- | ----------- |
| 1948.       | 1.025       |             |
| 1953.       | 985         |             |
| 1961.       | 898         |             |
| 1971.       | 835         |             |
| 1981.       | 555         |             |
| 1991.       | 417         |             |
| 2001.       | 254         |             |
| 2011.       |             | 154         |

## Попис 1991.
На попису становништва 1991. године, насељено место Липице је имало 417 становника, следећег националног састава:
| Попис 1991.‍ | Попис 1991.‍ | Попис 1991.‍ | Попис 1991.‍ | Попис 1991.‍ |
| ----------- | ----------- | ----------- | ----------- | ----------- |
|             |             |             |             |             |
| Хрвати      | Хрвати      |             | 405         | 97,12%      |
| Срби        | Срби        |             | 1           | 0,23%       |
| остали      | остали      |             | 1           | 0,23%       |
| непознато   | непознато   |             | 10          | 2,39%       |
| укупно: 417 |             |             |             |             |